# Gerenciamento de portfólio de TI
O gerenciamento de portfólio de TI é a aplicação de gestão sistemática para grandes classes de itens gerenciados pelas capacidades corporativas de Tecnologia da Informação (TI). Exemplos de portfólios de TI seriam iniciativas planejadas, projetos e serviços de TI em curso (como o suporte a aplicações). A promessa do gerenciamento de portfólio é a quantificação dos esforços informais de TI anteriores, permitindo a medição e a avaliação de objetivo de cenários de investimento.

## Visão geral
Existem debates sobre a melhor maneira de medir o valor do investimento em TI. Como apontado por Jeffery e Leliveld, as empresas gastaram bilhões de dólares em investimentos em TI e ainda as manchetes de dinheiro mal gasto não são incomuns. Nicholas Carr (2003) tem causado controvérsia significativa na indústria e academia de TI, posicionando-o como uma despesa semelhante a utilitários, como eletricidade.
O gerenciamento de portfólio começou com um viés de projeto centrado, mas está evoluindo para incluir entradas de portfólio de estado estacionário, como infra-estrutura e manutenção de aplicações. Orçamentos de TI tendem a não rastrear estes esforços em um nível suficiente de granularidade para um acompanhamento financeiro eficaz.
O conceito é análogo ao gerenciamento de portfólio financeiro, mas existem algumas diferenças significativas. Ativos de portfólio financeiro normalmente têm informações de medição consistentes (que permitem comparações precisas e objetivas), e isso está na base da utilidade do conceito em aplicação para TI. No entanto, alcançar tal universalidade de medida vai levar um esforço considerável na indústria de TI (ver, por exemplo, Val IT). Investimentos em TI não são líquidos, como ações e títulos (apesar de que os portfólios de investimento também podem incluir ativos ilíquidos), e são medidos através de dois indicadores financeiros e não-financeiros (por exemplo, uma abordagem do balanced scorecard), um ponto de vista puramente financeiro não é suficiente. Por fim, os ativos em um portfólio de TI têm uma relação funcional com a organização, como um sistema de gestão de inventário para logística ou de um sistema de recursos humanos para acompanhar o tempo dos funcionários. Isto é análogo a uma empresa verticalmente integrada, que pode possuir um campo de petróleo, uma refinaria e postos de gasolina de varejo.
O gerenciamento de portfolio de TI é distinto da gestão financeira de TI, uma vez que ele tem uma meta explicitamente diretiva, meta estratégica na determinação do que continuar investindo contra o que deve desfazer-se.
Na sua forma mais madura, o gerenciamento de portfólio de TI é realizado através da criação de três portfólios:
- Portfólio de aplicação - o gerenciamento deste portfólio centra-se na comparação entre os gastos em sistemas estabelecidos com base em seu valor relativo para a organização. A comparação pode ser baseada no nível de contribuição em termos de rentabilidade do investimento em TI. Além disso, essa comparação pode também ser baseada em fatores não-tangíveis, tais como nível de experiência das organizações com uma determinada tecnologia, familiaridade dos usuários com as aplicações e infraestrutura, e as forças externas, tais como surgimento de novas tecnologias e a obsolescência das antigas.

- Portfólio de infraestrutura - Para uma organização de tecnologia da informação, gestão de infraestrutura (infrastructure management - IM) é a gestão dos componentes essenciais da operação, tais como políticas, processos, equipamentos, dados, recursos humanos e contatos externos, para eficácia global. Gestão de infraestrutura às vezes é dividido em categorias de gerenciamento de sistemas, gerenciamento de redes e gerenciamento de armazenamento. A capacidade das organizações para explorar a infraestrutura de TI, operações e gerenciamento de soluções de terceirização/serviços não só depende da disponibilidade, custo e eficácia das aplicações e serviços, mas também com a vinda a acordos com os provedores de soluções e o gerenciamento de todo o processo de terceirização. Na corrida para reduzir os custos, aumentar a qualidade de TI e aumentar a competitividade por meio de terceirização seletiva de TI e serviços, muitas organizações não consideram o lado de gestão da equação. O resultado previsível dessa negligência é o pagamento excessivo, excesso de custos, expectativas não atendidas e fracasso total.

- Portfólio de Projetos - Este tipo de gestão de portfólios aborda especificamente as questões com os gastos com o desenvolvimento de capacidades inovadoras em termos de ROI potencial, reduzindo sobreposições de investimento em situações em que a reorganização ou aquisição ocorra, ou o cumprimento de mandatos legais ou regulamentares. As questões de gestão com gerenciamento de portfólio orientado a projetos podem ser julgadas por critérios como ROI, alinhamento estratégico, limpeza de dados, economia de manutenção, adequação da solução resultante e o valor relativo de novos investimentos para substituir esses projetos.

Gerenciamento de portfólio de Tecnologia da Informação como uma disciplina sistemática é mais aplicável a grandes organizações de TI; em organizações menores suas preocupações podem ser generalizados em planejamento de TI e governança como um todo.

## Benefícios da utilização do gerenciamento de portfólio de TI
Jeffery e Leliveld (2004) listaram vários benefícios da aplicação da abordagem de gerenciamento de portfólio de TI para investimentos em TI. Eles argumentam que a agilidade da gestão de portfólio é a sua maior vantagem sobre abordagens e métodos de investimento. Outros benefícios incluem a supervisão central de orçamento, gestão de risco, alinhamento estratégico dos investimentos em TI, a demanda e gestão de investimentos, juntamente com a padronização de procedimentos de investimento, regras e planos.

## Implementando o gerenciamento de portfólio de TI
Jeffery e Leliveld (2004) apontaram uma série de obstáculos e fatores de sucesso que os CIOs podem enfrentar ao tentar implementar a abordagem de gestão de portfólio de TI. Para superar esses obstáculos, métodos simples, como os propostos por Pisello (2001) podem ser usados.
```
       -Planejamento-
     -                -
   -                   -
  construção     retirada
   -                   -
      -              -  
         Manutenção

```

Outros métodos de execução incluem (1) análise do perfil de risco (descobrir o que precisa ser medido e quais os riscos que lhe estão associados), (2) Deliberar sobre a diversificação de projetos, infra-estrutura e tecnologias (é uma ferramenta importante que a gestão de portfólio de TI fornece para julgar o nível de investimentos com base em como os investimentos devem ser feitos em vários elementos do portfólio), (3) o alinhamento contínuo com os objetivos de negócio (níveis mais altos das organizações devem ter um buy-in no portfólio) e (4) Melhoria Contínua (lições aprendidas e ajustes de investimento).
Maizlish e Handler (2007) fornecem uma metodologia passo-a-passo comprovada para aplicar o gerenciamento de portfólio que tem oito etapas. No ritmo acelerado do mundo de hoje, muitas abordagens  para entregar qualquer coisa estão provando ser cada vez menos eficazes. No entanto, as oito etapas são as seguintes:
1. Desenvolver um plano de ação do gerenciamento de portfólio de TI
2. Planejar o portfólio de TI
3. Criar o portfólio de TI
4. Avaliar o portfólio de TI
5. Equilibrar o portfólio de TI
6. Comunicar o portfólio de TI
7. Desenvolver e evoluir a governança e organização do portfólio de TI
8. Avaliar o processo de execução do gerenciamento do portfólio de TI

Não há uma única melhor maneira para implementar a abordagem de portfólio de TI e, portanto, uma variedade de abordagens podem ser aplicadas. Obviamente, os métodos não estão escritos em uma pedra e precisarão ser alterados, dependendo das circunstâncias individuais das diferentes organizações.